# Марк Цейоний Юлиан Камений
Марк Цейоний Юлиан Камений (лат. Marcus Ceionius Iulianus signo Camenius) — римский политический деятель начала IV века.

## Биография
О происхождении Юлиана ничего неизвестно. В 324 году он был консуляром Кампании. В 326/333 году занимал должность проконсула Африки (в правление Константина I Великого). В 333 году Юлиан достиг должности префекта Рима. Известно, что был патроном Буллы Регии и Мадоры. Юлиан идентифицируется с Цейонием Юлианом, который упоминался в «Истории Августов». Он был дедом викария Африки Алфения Цейония Юлиана.